# Englefield Green
Englefield Green est une localité anglaise du Surrey située à l'ouest du centre de Londres.